# Нелидов, Александр Сергеевич
Александр Сергеевич Нелидов (1893—1941) — разведчик и авантюрист, множественный агент британской, немецкой, американской и советской разведок.

## Биография
Родился в семье дипломата, а затем камергера Нелидова, получил превосходное образование в Александровском лицее, состоял в Пажеском корпусе. В годы Первой мировой войны он сражался с немцами как артиллерист, а в Гражданскую был в Белой гвардии у А. И. Деникина, оказавшись одно время прикрёпленным к Англо-Французской военной миссии в качестве переводчика.
В 1921 году, после эвакуации Русской армии из России, оказался в Константинополе, где через свои связи среди англичан устроился на работу в британскую разведку. Он принял участие в ряде щекотливых разведывательно-подрывных операций против Советской России и в 1926 был переведён в Берлин. Его перевод совпал с реорганизацией СИС, результатом которой явилось сокращение её персонала и понижение жалованья таким, как он, нештатным сотрудникам.
В том же году он получил предложение от немцев поступить на работу в Абвер и в сложившихся обстоятельствах принял его. В последующие годы он занимался разведкой против Франции и Великобритании, а в начале 1930-х годов выполнил несколько секретных поручений начальника Абвера полковника Фердинанда фон Бредова. Целью этих тайных миссий была компрометация нацистской партии и её руководителей в глазах французов и англичан, а также лично Муссолини, и вместе с тем возвышение авторитета и роли Военного министерства как единственной силы, способной навести порядок в Германии.
Неудивительно поэтому, что в 1933 году, когда нацисты пришли к власти, Нелидов был отправлен в концентрационный лагерь, где провёл четыре года. В 1938 был выслан из Третьего рейха и начал свои похождения по странам Восточной Европы. В Праге он предложил было свои услуги советской разведке, но передумал и перешёл на службу к американцам, по поручению которых совершал разведывательные поездки в Литву и Латвию.
В 1938 году вместе с Д. Хиллом оказался косвенно причастен к истории с письмом Зиновьева. Затем в очередной раз перевербован, на этот раз абвером. Участвовал в ряде военных игр, которые устраивали германский генеральный штаб совместно с абвером и разведкой имперской безопасности.
В 1939 году отправился выполнять поручение адмирала В. Ф. Канариса в Чехословакию, а затем и в Польшу. В Варшаве был разоблачён, арестован и заключён во Львовскую тюрьму. Когда Красная армия освобождала Западную Белоруссию и Западную Украину, поначалу вместе с другим заключённым был выпущен из тюрьмы. Однако уже в августе 1940 года во время нелегального пересечения бывшей латвийской границы Нелидов был задержан. Было установлено, что он является агентом разведки Германии. После этого его переправили в Москву и поместили во внутреннюю тюрьму на Лубянке.
В начале осени 1940 года начальник разведывательного управления НКВД СССР П. М. Фитин приказал З. И. Воскресенской заняться опросом А. С. Нелидова и получить от него информацию по Третьему рейху. К декабрю 1940 года он дал полные показания о своей работе на британцев и немцев. Кроме того, он сообщил все известные ему сведения о немецком военном командовании, военных играх с прицелом на восток, о нацистских лидерах, о кадровом составе абвера и гестапо и дал наводки на лиц, перспективных для сотрудничества с советской разведкой. Если верить воспоминаниям Зои Воскресенской, Нелидов даже рисовал по памяти немецкие планы захвата Минска на пятые сутки войны, что в 1941 году произошло на шестые сутки.
Узнав о нападении гитлеровских войск на СССР, выразил готовность работать на советскую разведку. Был разработан конкретный план вывода его за границу через нейтральную Швецию, возобновления старых связей. Был освобождён из-под стражи и начал подготовку под кураторством В. М. Зарубина, встречаясь с представителями британской разведки. Однако те отнеслись к контактам с ним с недоверием, и после нескольких неудачных встреч Нелидов покончил жизнь самоубийством, повесившись в гостинице «Метрополь» (согласно Зое Воскресенской — в гостинице «Москва»).